# Abbe (cráter)
Abbe es un cráter de impacto lunar situado en el hemisferio sur de la cara oculta de la Luna. Se encuentra justo al sur del cráter Hess y al este del cráter Poincaré. Su nombre hace referencia al físico alemán Ernst Abbe.
El borde exterior de Abbe se encuentra algo erosionado, con pequeños cráteres que se extienden al noroeste y al suroeste de la cima del borde. La superficie interior es relativamente suave, marcándose solamente algunos pequeños cráteres.

## Cráteres satélites
Los cráteres satélite son pequeños cráteres situados próximos al cráter principal, recibiendo el mismo nombre que dicho cráter acompañado de una letra mayúscula complementaria (incluso si la formación de estos cráteres es independiente de la formación del cráter principal). Por convención, estos accidentes se identifican en los mapas lunares situando su letra correspondiente en el punto medio del borde más próximo al cráter principal.
|      | \| Abbe \| Coordenadas \| Diámetro \| \| ---- \| ------------------------------- \| -------- \| \| H \| 58°12′S 177°54′E / -58.2, 177.9 \| 25 km \| \| K \| 59°36′S 177°18′E / -59.6, 177.3 \| 28 km \| \| M \| 61°36′S 175°18′E / -61.6, 175.3 \| 29 km \| |          |
| Abbe | Coordenadas | Diámetro |
| H    | 58°12′S 177°54′E / -58.2, 177.9 | 25 km    |
| K    | 59°36′S 177°18′E / -59.6, 177.3 | 28 km    |
| M    | 61°36′S 175°18′E / -61.6, 175.3 | 29 km    |